# August Pauli (Politiker)

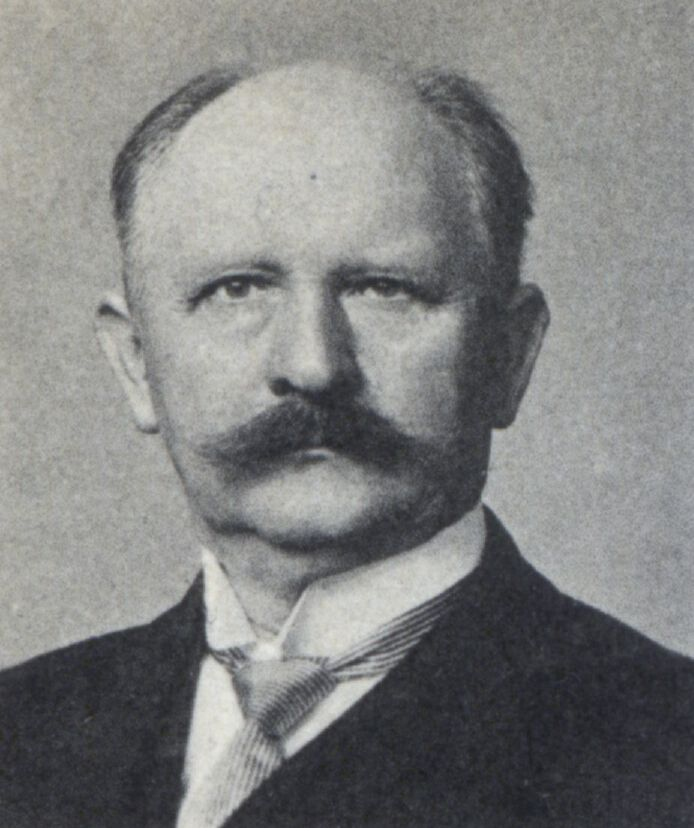
August Pauli als Reichstagsabgeordneter 1912

August Pauli (* 21. Mai 1852 in Potsdam; † 1923 in Bielefeld) war Tischlermeister und Mitglied des Deutschen Reichstags.

## Leben
Pauli besuchte die Bürgerschule in Potsdam von 1859 bis 1866 und danach Fortbildungsschulen und die Zeichenschule. Er erlernte das Tischlerhandwerk ab 1866, wurde 1869 Geselle und übernahm als Tischlermeister am 1. April 1881 die Tischlerei seines Vaters.
Er genügte seiner Militärpflicht als Dreijährig-Freiwilliger beim 1. Garde-Regiment und machte den Krieg 1870/71 mit. Pauli war  Mitglied der Stadtverordnetenversammlung in Potsdam seit 1. Januar 1890 und stellvertretender Stadtverordnetenvorsteher seit 1. Januar 1903. Weiter war er Vorsitzender des Bezirksverbandes brandenburgischer Tischlerinnungen. Er war Träger des Roten Adlerordens IV. Klasse, des Kronenordens IV. Klasse, der Denkmünze 1870/71, der Zentenar-Erinnerungsmedaille und der Landwehrdienstauszeichnung.
Ab 1898 war er Mitglied des Deutschen Reichstags für den Wahlkreis Regierungsbezirk Potsdam 7 Potsdam, Osthavelland, Spandau und die Deutschkonservative Partei. 1912 gewann er ein Mandat für den Reichstagswahlkreis Großherzogtum Mecklenburg-Schwerin 1 (Hagenow, Grevesmühlen), dieses Mandat wurde am 21. Mai 1912 für ungültig erklärt, jedoch konnte Pauli in der Ersatzwahl den Wahlkreis erneut gewinnen.